# 몬페라토

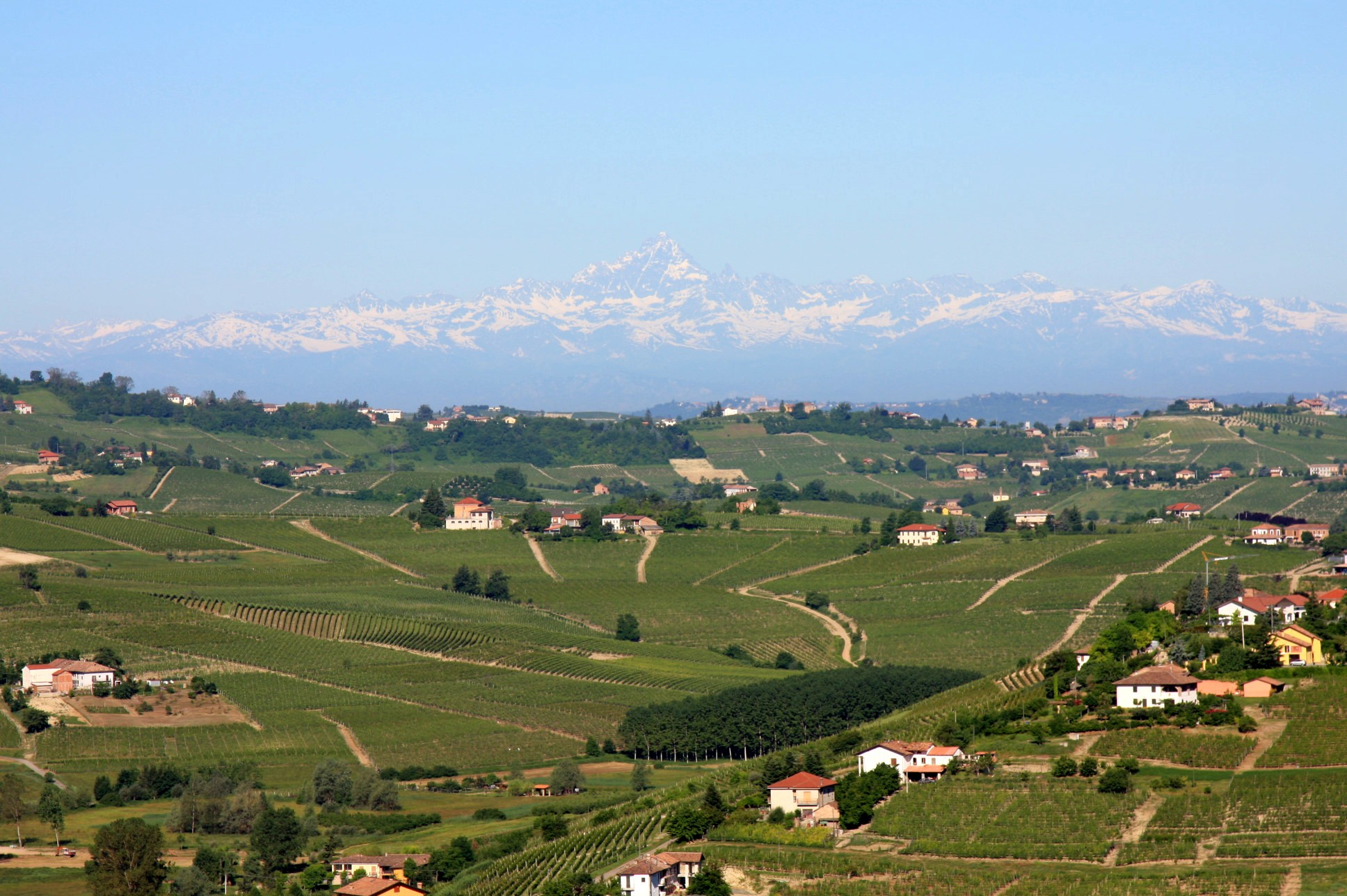
몬페라토 경관: 산마르차노올리베토에서 몬테비소를 향한 모습

몬페라토 문장

몬페라토(이탈리아어: Monferrato) 또는 몽페라(프랑스어: Montferrat)는 이탈리아 북부 피에몬테주의 일부 지역이다. 대략적으로(크기는 여러 시기마다 달랐다) 오늘날의 알레산드리아현과 아스티현을 합친 것과 유사하며, 이탈리아 내에서 가장 핵심적인 포도주 생산지 중 한 곳이기도 하다. 또한 18세기 아스티 출신의 시인이자 극작가인 비토리오 알피에와 알레산드리아 출신 움베르토 에코 등을 배출해낸 문학적 중심시지이기도 하였다.
몬페라토 지역은 타나로강에 의해 두 지역으로 나뉜다. 북부 지역(바소 몬페라토, Basso Monferrato : 저지대 몬페라토)은 타나로강과 포강 사이에 있으며, 완만한 언덕과 평야들로 이뤄져있다. 남부 지역은(알토 몬페라토, Alto Monferrato : 고지대 몬페라토)는 타나로강 제방에서부터 아펜니노산맥 쪽으로 솟아져 있고 피에몬테와 리구리아 사이에 분수계이다.
2014년 6월 22일에 몬페라토가 유네스코 세계 유산에 등재됐다.

## 같이 보기
- 몬페라토 변경백국